# Quadro de medalhas dos Jogos Olímpicos de Inverno de 1972
Este é o quadro de medalhas dos Jogos Olímpicos de Inverno de 1972, realizados em Sapporo, Japão. O ordenamento é feito pelo número de medalhas de ouro, estando as medalhas de prata e bronze como critérios de desempate em caso de países com o mesmo número de ouros. Se, após esse critério, os países continuarem empatados, posicionamento igual é dado e eles são listados alfabeticamente. Este é o sistema utilizado pelo Comitê Olímpico Internacional.
| Ordem | País                   | Medalha de ouro | Medalha de prata | Medalha de bronze |     |
| ----- | ---------------------- | --------------- | ---------------- | ----------------- | --- |
| 1     | URS União Soviética    | 8               | 5                | 3                 | 16  |
| 2     | GDR Alemanha Oriental  | 4               | 3                | 7                 | 14  |
| 3     | SUI Suíça              | 4               | 3                | 3                 | 10  |
| 4     | NED Países Baixos      | 4               | 3                | 2                 | 9   |
| 5     | USA Estados Unidos     | 3               | 2                | 3                 | 8   |
| 6     | FRG Alemanha Ocidental | 3               | 1                | 1                 | 5   |
| 7     | NOR Noruega            | 2               | 5                | 5                 | 12  |
| 8     | ITA Itália             | 2               | 2                | 1                 | 5   |
| 9     | AUT Áustria            | 1               | 2                | 2                 | 5   |
| 10    | SWE Suécia             | 1               | 1                | 2                 | 4   |
| 11    | JPN Japão              | 1               | 1                | 1                 | 3   |
| 12    | TCH Checoslováquia     | 1               |                  | 2                 | 3   |
| 13    | POL Polônia            | 1               |                  |                   | 1   |
| 13    | ESP Espanha            | 1               |                  |                   | 1   |
| 15    | FIN Finlândia          |                 | 4                | 1                 | 5   |
| 16    | FRA França             |                 | 1                | 2                 | 3   |
| 17    | CAN Canadá             |                 | 1                |                   | 1   |
| TOTAL | TOTAL                  | 36              | 34               | 35                | 105 |

## Referência
- Quadro de medalhas - Sapporo 1972, página do Comitê Olímpico Internacional